# Cadre (apiculture)
Pour les articles homonymes, voir Cadre.

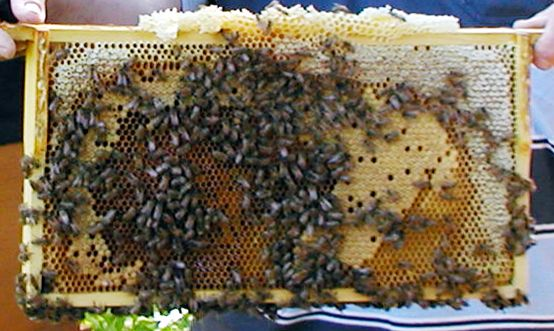
Cadre de ruche avec les alvéoles jaunes du couvain au centre du cadre et le miel operculé blanc à la périphérie.

Le cadre de ruche est un châssis amovible en bois ou en plastique placé dans une structure abritant une colonie d'abeilles butineuses et sur lequel l'apiculteur fixe une feuille de cire gaufrée (en), favorisant ainsi le travail de construction des alvéoles et la production de rayons de miel par ces insectes.
Pour dégager les cadres collés par la propolis, l'apiculteur utilise un lève-cadres américain (instrument en fer disposant d'un rabot sur sa partie arrière pour râcler les excès de cire et propolis lors du nettoyage) ou une pince lève-cadres plus puissante qui permet de décaler les rayons fortement propolisés.
On distingue le cadre de corps (appelé aussi cadre de fond) placé dans la partie basse de la ruche et où se trouvent la reine, le couvain et la majorité de la colonie, et le cadre de hausse dans la partie supérieure de la ruche où est stocké majoritairement le miel que l'on récolte.

## Historique
Un des premiers cadres mobiles est conçu par François Huber dans sa ruche à feuillets en 1792. Petro Prokopovych, apiculteur ukrainien, instituteur et chercheur, développe commercialement en 1814 des cadres mobiles mais ils connaissent peu de succès car ils se colmatent vite, Prokopovych ne connaissant pas le principe du bee space, « espace des abeilles », selon lequel tout espace de plus de 10 mm est bouché par les abeilles avec de la cire, tout espace de moins de 6 mm est bouché avec de la propolis. En Pologne, Jan Dzierżon établira l'espace entre deux cadres dans une ruche ainsi que les dimensions des encoches qui les soutiennent. Les abeilles n'ont pas ce réflexe de bouchage lorsque l'espace entre les cadres et les parois est proche de 8 mm.
Deux améliorations importantes permettent le réel développement de modèles de ruches au cours du XIXe siècle : intégration du principe du bee space et espacement entre cadres jusqu’à 41 mm (dans la nature, il est en moyenne de 31 mm au niveau du couvain.

## Galerie

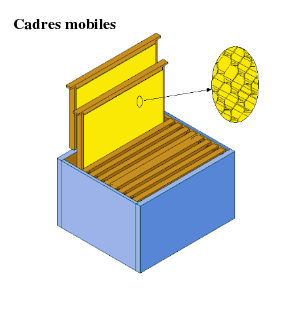
Corps de ruche Langstroth à cadres mobiles
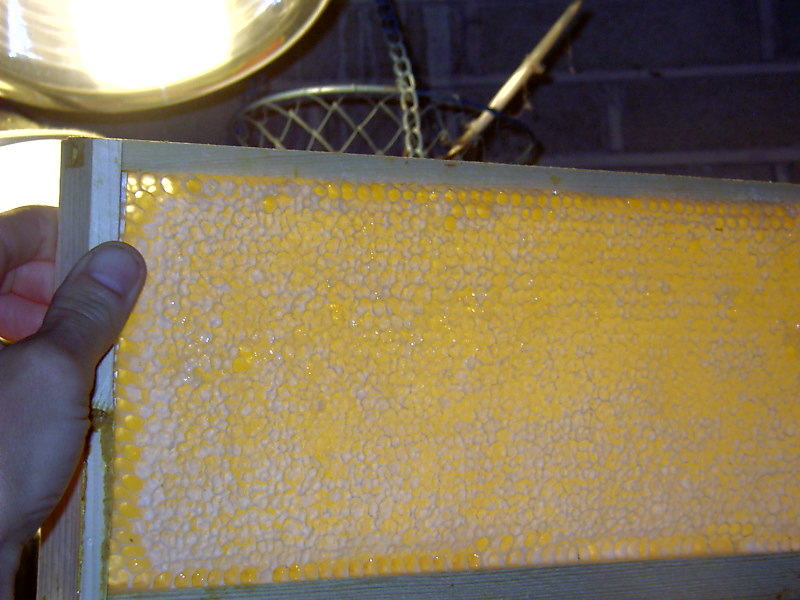
Feuille de cire sur un cadre de hausse